# هیدروکسی آپاتیت
هیدروکسیل آپاتیت که به صورت هیدروکسی آپاتیت(HA) نیز نامیده می‌شود، یک فرم معدنی طبیعی آپاتیت کلسیم با فرمول Ca5 (PO4) 3 (OH) است، اما معمولاً Ca10(PO4)6(OH)2 نوشته می‌شود تا مشخص گردد که سلول واحد کریستال شامل دو نهاد است. هیدروکسی آلپاتیت، هیدروکسیل انتهایی از گروه ترکیبات آپاتیت است. یون OH می‌تواند توسط فلوراید، کلرید یا کربنات جایگزین شود و فلوراپاتیت یا کلرپاتیت تولید کند و همچنین در آرایش هگزاگونال متبلور می‌شود. پودر هیدروکسی آپاتیت خالص سفید است. اما آپاتیت‌های طبیعی نیز می‌توانند رنگ قهوه ای، زرد یا سبز داشته باشند. تا ۵۰٪ حجم و ۷۰٪ وزن استخوان انسان، یک فرم اصلاح شده از هیدروکسی آپاتیت است که به عنوان مادهٔ معدنی استخوان معروف است. هیدروکسی آپاتیت با مقادیر کم کربنات کلسیم، ماده معدنی اصلی مینا و عاج دندان است.

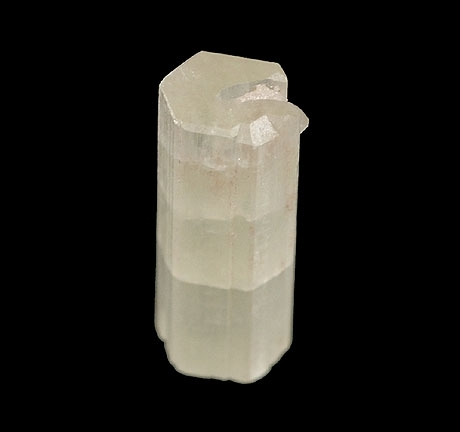
هیدروکسی آپاتیت

## ترکیب شیمیایی هیدروکسی آپاتیت و تولید آن

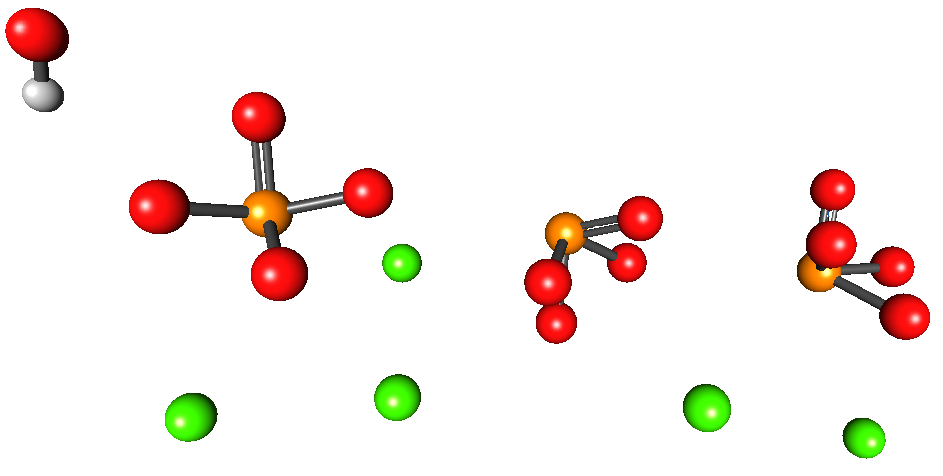
تصویر سه بعدی نیمی از سلول واحد هیدروکسی آپاتیت

هیدروکسی آپاتیت را می‌توان از طریق روش‌های مختلفی از قبیل رسوب شیمیایی خیس، رسوب شیمیایی خنثی یا رسوب الکترولیتی تولید کرد. Yagai و Aoki پیشنهاد کرده‌اند که سوسپانسیون نانوبلور هیدروکسی آپاتیت را می‌توان با یک واکنش شیمیایی خیس تحت معادله زیر تهیه کرد:10 Ca(OH)2 + 6 H3PO4 → Ca10(PO4)6(OH)2 + 18 H2O
مطالعات متعدد نشان داده‌است که سنتز هیدروکسی آپاتیت را می‌توان از طریق واکنش شیمیایی مرطوب با استفاده از اصوات با فرکانس و قدرت بالا بهبود داد. سنتز این ماده به کمک امواج اولتراسونیک یک روش موفقیت‌آمیز برای تولید هیدروکسی آپاتیت نانوساختار با استانداردهای سطح بالا است. روش فراصوت امکان تولید هیدروکسی آپاتیت نانو کریستالی و همچنین ذرات اصلاح شده نظیر نانوسفرها با هستهٔ پوشش دار و کامپوزیت‌ها را فراهم می‌کند. تحولات اخیر موجب ساختن میکروسفرهای سرامیکی ساخته شده از هیدروکسی آپاتیت با قطر ۱٫۵ میکرومتر شده‌است. میکروسفرها می‌توانند در زمینه‌های مختلف از جمله فیلتر، واسطه‌های سنگ زنی و بتن سبک وزن استفاده شوند.

## کاربردهای پزشکی
هیدروکسی آپاتیت از مهم‌ترین زیست سرامیک‌های مورد استفاده در پزشکی و دندان پزشکی است که به دلیل خواص زیستی منحصر به فرد و شباهت ساختاری زیاد به بافت سخت استخوان، در سال‌های اخیر مورد توجه واقع شده‌است. به دلیل تشابه ترکیب شیمیایی هیدروکسی آپاتیت با استخوان علاوه بر جنبه‌های زیست فعالی و تأثیرات درمانی هیدروکسی آپاتیت می‌توان به عدم تحلیل رفتن، قابلیت تحریک رشد استخوان (به خصوص داخل تخلخل میان ذرات، حفرات موجود در ماده کاشتنی یا داربست)، ایجاد پیوند مستقیم با استخوان و چسبندگی مطلوب با بافت استخوان اشاره کرد. سطح هیدروکسی آپاتیت با انواع مختلفی از سلول‌ها همچون سلول‌های بیگانه خوار درشت، استخوان سازها، استخوان خوارها و لیگامنت‌های پریودنتال سازگاری زیستی مناسبی دارد. هیدروکسی آپاتیت اجازه رشد سلول‌های استخوانی نظیر استخوان سازها و استخوان خوارها را می‌دهد و به دلیل شباهت شیمی سطح هیدروکسی آپاتیت و استخوان، سلول‌ها تمایزی بین این دو قائل نمی‌شوند. از جمله کاربردهای مهم این بیوسرامیک می‌توان به استفاده در جراحی ارتوپدی به شکل توده‌ای یا پوشش در سطح ماده کاشتنی، جراحی ستون فقرات و حامل دارو یا پروتئین با قابلیت آزادسازی کنترل شده اشاره کرد. هیدروکسی آپاتیت می‌تواند در دندان‌ها و استخوان‌ها ی بدن انسان یافت شود؛ بنابراین، معمولاً به عنوان یک پرکننده برای جایگزینی استخوان جدا شده یا به عنوان یک پوشش برای تقویت رشد استخوان در پروتزها استفاده می‌شود. اگر چه بسیاری از مراحل دیگر با آرایش شبیه یا حتی یکسان وجود دارد، بدن به آن‌ها بسیار متفاوت پاسخ می‌دهد.
اسکلت‌های مرجانی را نیز می‌توان به وسیلهٔ درجه حرارت بالا به هیدروکسی آپاتیت تبدیل کرد. درجه حرارت بالا موجب سوختن مولکول‌های طبیعی نظیر پروتئین‌ها می‌شود و از واکنش‌های ایمنی و پس زننده جلوگیری می‌کند. 

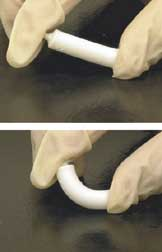
کامپوزیت انعطاف‌پذیر هیدروژل - هیدروکسی آپاتیت

امروزه بسیاری از ایمپلنت‌های مدرن، به عنوان مثال جایگزینی لب، ایمپلنت‌های دندانی و ایمپلنت‌های استخوان، با هیدروکسی آپاتیت پوشش داده می‌شوند. ایمپلنت‌های هیدروکسی آپاتیت متخلخل برای رهاسازی موضعی داروها در استخوان مورد استفاده قرار می‌گیرد. همچنین برای بهبود ضایعات اولیه در مینای دندان استفاده می‌شود.
به رغم خواص بیولوژیکی جذاب، هیدروکسی آپاتیت و مواد بر پایهٔ آن، دارای نقایصی نظیر کم بودن میزان جذب بیولوژیکی، مقاومت در برابر شکست کم و مقاومت خستگی کم در محیط فیزیولوژیکی است. استفاده از هیدروکسی آلپاتیت اصلاح شده فرصت‌هایی برای آماده‌سازی مواد استخوانی مصنوعی برای ایمپلنت‌ها و انواع مختلف داروها برای درمان ضایعات مختلف استخوانی را فراهم می‌کند. یک روش امیدوارکننده اصلاح، معرفی فلوئور یا سیلیکون به ساختار اولیه با تشکیل فلوئور یا سیلیکون جانشین شده در هیدروکسی آلپاتیت است. معرفی فلوئور باعث افزایش مقاومت در برابر تجزیه بیولوژیکی می‌شود و جذب پروتئین‌ها و چسبندگی پوشش به بستر فلزی را افزایش می‌دهد. هیدروکسی آلپاتیت میکروکریستالی (MH) به عنوان مکمل «ساخت استخوان» با جذب بالاتر در مقایسه با کلسیم در بازار عرضه می‌شود. در دهه ۱۹۸۰، مکمل‌های کلسیم وعده‌های غذایی استخوانی با فلزات سنگین آلوده می‌شدند و اگر چه تولیدکنندگان ادعا می‌کردند که MH آن‌ها از مواد آلاینده پاک است، توصیه شد که مردم از آن دوری کنند، زیرا اثر آن در بدن آزمایش نشده بود. با این حال، آزمایش‌های محدود نتایج مثبتی را نشان داد. یک مطالعه بالینی تصادفی کنترل شده که در سال ۱۹۹۵ بر روی ۴۰ نفر در اروپا انجام شد، نشان داد که استفاده از آن، در کاهش پوکی استخوان، تأثیر بیشتری نسبت به کربنات کلسیم دارد. یک مطالعه کنترل شده در سال ۲۰۰۷ که بر روی یک مکمل MH به نام Bone Builder انجام شد، تأثیر مثبت و قابل توجهی را در تراکم معدنی استخوان (BMD) نشان داد.

## کاربرد در باستان‌شناسی
در باستان‌شناسی، هیدروکسی آلپاتیت موجود از بقایای انسان و حیوانات می‌تواند برای بازسازی رژیم‌های غدایی، مهاجرت و آب و هوای آن دوران مورد تجزیه و تحلیل قرار گیرد. شکستگی‌های معدنی استخوان‌ها نقش عناصر ذخیره کنندهٔ آثار را دارند، نظیر کربن و اکسیژن و استرانسیوم. تجزیه و تحلیل ایزوتوپ پایدار از هیدروکسی آپاتیت انسانی و جانوری می‌تواند برای نشان دادن منشأ جغرافیایی و عادات مهاجرتی حیوانات یا انسان (اکسیژن، استرانسیم) و برای بازسازی دمای هوا در گذشته و تغییرات اقلیمی (اکسیژن) مورد استفاده قرار گیرد.